# Воронцов Семен Михайлович
Князь Семе́н Миха́йлович Воронцо́в (рос. Семён Михайлович Воронцов; 23 жовтня 1823, Одеса, Херсонська губернія, Російська імперія — 6 травня 1882, Санкт-Петербург, Російська імперія) — російський генерал, учасник Кавказької та Кримської війн.

## Життєпис
Син Кавказького намісника генерал-фельдмаршала Михайла Воронцова від шлюбу з Єлизаветою Ксаверівною, уродженою графинею Браницькою, народився 23 жовтня 1823 року в українському місті Одеса Херсонської губернії Російської імперії.
Закінчивши Рішельєвський ліцей у 1842 році з правом на чин XII класу, вступив на службу до Департаменту зовнішніх зносин Міністерства закордонних справ. У 1845 році переведений у колезькі секретарі та призначений у розпорядження свого батька, який тоді ж отримав посаду намісника Кавказу.
З самого початку свого перебування на Кавказі Воронцов брав участь у Великій Кавказькій війні і у 1846 році за відзнаку в поході був проведений у титулярні радники з дарування звання камер-юнкера.
2 жовтня 1847 року Семен Михайлович перейшов з цивільної служби на військову, був зарахований штабс-капітаном лейб-гвардійського Преображенського полку і призначений флігель-ад'ютантом. Того ж року він перебував у справах під Гергебіль і Салтами, а на початку 1848 року був нагороджений орденом св. Володимира 4-го ступеня з бантом. У кампанії 1849 року він також діяв з відзнакою, був проведений у капітани і, майже відразу ж, у полковники. 6 жовтня нагороджений золотою шаблею з написом «За хоробрість» та незабаром призначений командиром Куринського єгерського полку.
Під час Кримської війни Воронцов перебував у лавах діючої армії і брав участь в обороні Севастополя 1854—1855 років, де був поранений; за відміну був нагороджений орденами св. Станіслава 1-го ступеня з мечами (у 1855 році) та св. Володимира 3-го ступеня з мечами (у 1856 році); 6 грудня 1856 року призначений генерал-ад'ютантом.
17 квітня 1862 року Воронцов був проведений в генерал-лейтенанти.
Після введення нового міського положення в Одесі на виборах 23 грудня 1863 року міським головою було обрано Семена Михайловича. На цій посаді він прослужив до 14 грудня 1867 року. За час свого керівництва містом Семен Михайлович домігся для міста справжнього самоврядування без стороннього втручання й благоустроїв Одесу.
У 1867 році одесити вибрали його на другий термін міським головою, але з невідомих нам причин він відмовився. Воронцов був першим президентом Одеського товариства образотворчих мистецтв, крім того він надавав значну підтримку археологічним дослідженням під Одесою.
У 1869 році отримав орден Святої Анни 1-го ступеня з імператорською короною і мечами; у 1870 році звільнений у безстрокову відпустку з дозволом виїхати за кордон для лікування.
Повернувшись на службу в середині 1870-х років, Воронцов був призначений командиром 10-го армійського корпусу, який під час російсько-турецької війни 1877—1878 років перебував у резерві діючої армії і стояв у Криму. У 1878 році проведений в генерали від інфантерії. Помер 6 травня 1882 року у Санкт-Петербурзі.
Був похований на Першому Християнському цвинтарі Одеси. 1937 року комуністичною владою цвинтар було зруйновано. На його місці був відкритий «Парк Ілліча» з розважальними атракціонами, а частина була передана місцевому зоопарку. Нині достеменно відомо лише про деякі перепоховання зі Старого цвинтаря, а дані про перепоховання Воронцова відсутні.